# Тартусько-московська семіотична школа
Тартусько-московська семіотична школа — напрям в семіотиці й у світовій гуманітарній науці в 1960-х-1980-х роках. Школа об'єднала вчених з Тарту (кафедра російської літератури Тартуського університету) та Москви, а також Єревану, Риги, Вільнюса та інших міст.
Засновники школи спиралася на праці російських формалістів (Ю. М. Тинянов, В. Б. Шкловський, В. Я. Пропп ).
З 1964 року проходили Літні школи, присвячені вторинним моделюючим системам (до 1970 року), випускалися «Праці про знакові системи» (Sign Systems Studies).

## Основні представники
- Ю. М. Лотман
- О. М. П'ятигорський
- Б. М. Гаспаров
- В'яч. Вс. Іванов
- В. Н. Топоров
- Б. А. Успенський
- В. А. Успенський
- А. К. Жовківський
- Ю. І. Левін
- М. Л. Гаспаров
- Ю. К. Щеглов
- І. І. Ревзін
- Ю. К. Лекомцев
- О. В. Падучева
- С. Ю. Неклюдов
- О. Л. Доброхотов